# Route nationale 454
Pour les articles homonymes, voir Route 454.
La route nationale 454 ou RN 454 était une route nationale française reliant Cussy-les-Forges à Recey-sur-Ource. Après les déclassements de 1972, elle est devenue RD 954.

## De Cussy-les-Forges à Saint-Broing
- Cussy-les-Forges (km 0)
- Saint-André-en-Terre-Plaine (km 2)
- Savigny-en-Terre-Plaine (km 5)
- Toutry (km 8)
- Époisses (km 12)
- Pouligny (km 18)
- Semur-en-Auxois (km 25)
- Massingy-lès-Semur (km 31)
- Venarey-les-Laumes (km 38)
- Alise-Sainte-Reine (km 41)
- Bussy-Rabutin (km 45)
- Baigneux-les-Juifs (km 56)
- Quemigny-sur-Seine D 901 (km 64)
- Aignay-le-Duc D 954 (km 72)
- Moitron (km 79)
- Saint-Broing-les-Moines (km 83)

Le tracé de Saint-Broing-les-Moines à Recey-sur-Ource n'a jamais vraiment vu le jour. Le tronçon évitant Saint-Broing et arrivant à Châtellenot sera transformé en RN 396 très tôt, la traversée du village par celle-ci devenant RD 121, car le tracé Recey - Châtellenot, bien qu'attesté appartenant à la RN 454 sur des cartes de 1939 en tant que route secondaire (trait jaune) ne sera en fait jamais goudronné et il apparaît encore sur les cartes en 1974, mais en tant que route non revêtue ou de viabilité mauvaise, mais toujours dans le réseau national en tant que RN 454. Il a été immédiatement déclassé en RD 954 après cette date. Il n'est toujours pas goudronné à ce jour[Quand ?].

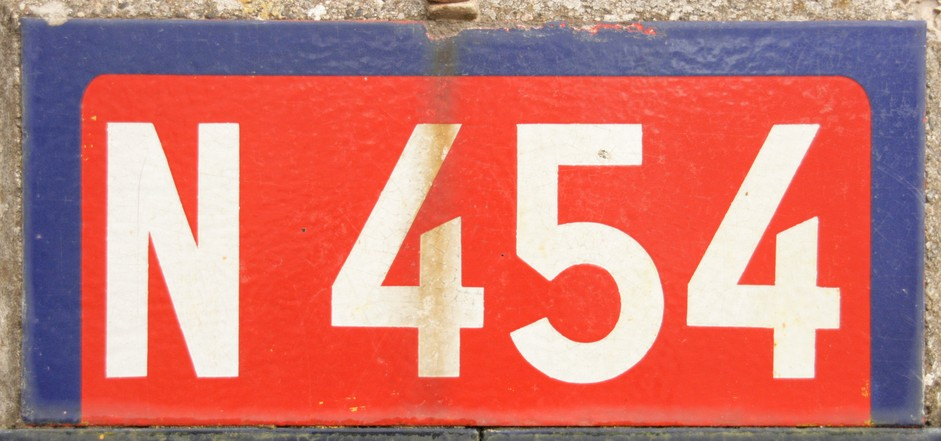
Cartouche de la N 454